# Personal File
Personal File es un álbum póstumo del cantante country Johnny Cash, este set de 2 CD fue lanzado el 23 de mayo de 2006. Personal File contiene 49 canciones nunca antes escuchadas que hizo desde 1973 a 1982.

Recuperados de un baúl en la casa de Cash, incluye canciones como éxitos del cantante Tin Pan Alley, canciones de góspel y folk y nuevos y favoritos covers de Cash interpretados por Carter Family, Louvin Brothers, Johnny Horton, John Prine, Rodney Crowell y Carlene Carter.

El álbum fue recopilado y producido por Gregg Geller junto con las notas de Greil Marcus.

## Canciones

### CD 1
1. The Letter Edged in Black – 2:39
(H. Navada)
2. There's a Mother Always Waiting at Home – 4:21
(J. Thornton)
3. The Engineer's Dying Child – 2:07
(H. Neil y G. Davis)
4. My Mother Was a Lady – 3:36
(E. Marks)
5. The Winding Stream – 2:37
(A.P. Carter)
6. Far Away Places – 2:23
(A. Kramer y J. Whitney)
7. Galway Bay – 1:45
(Dr. A. Colahan)
8. When I Stop Dreaming – 3:11
(C. Louvin y I. Louvin)
9. Drink to Me Only With Thine Eyes – 3:32
(Tradicional pero arreglada por Ben Jonson)
10. I'll Take You Home Again Kathleen – 2:28
(T.P. Westendorf)
11. Missouri Waltz – 2:00
(J.R. Shannon y F.K. Logan-Eppel)
12. Louisiana Man – 3:28
(D. Kershaw y B. Deaton)
13. Paradise – 3:03
(J. Prine)
14. I Don't Believe You Wanted to Leave – 2:56
(J. Tubb)
15. Jim, I Wore a Tie Today – 2:47
(C. Walker)
16. Saginaw, Míchigan – 2:29
(B. Anderson y D. Wayne)
17. When It's Springtime in Alaska (It's Forty Below) – 2:16
(J. Horton y T. Franks)
18. Girl in Saskatoon – 2:17
(J. Horton)
19. The Cremation of Sam McGee – 5:33
(Poema de Robert W. Service)
20. Tiger Whitehead – 4:44
(Cash y N. Winston)
21. It's All Over – 2:49
(Cash)
22. A Fast Song – 2:32
(Cash)
23. Virgie – 2:57
(Cash)
24. I Wanted So – 2:41
(Cash)
25. It Takes One to Know Me – 3:14
(C. Carter)

### CD 2
1. Seal It in My Heart and Mind – 1:51
(Cash)
2. Wildwood in the Pines – 2:41
(R. Crowell)
3. Who at My Door Is Standing – 2:31
(M.B.C. Slade y A.B. Everett)
4. Have Thine Own Way Lord – 3:43
(A. Pollard y G. Stebbins)
5. Lights of Magdala – 2:26
(L. Murray)
6. If Jesus Ever Loved a Woman – 2:39
(Desconocido)
7. The Lily of the Valley – 1:45
(C.W. Fry y W.S. Hays)
8. Have a Drink of Water – 3:36
(Desconocido)
9. The Way Worn Traveler – 2:03
(A.P. Carter)
10. Look Unto the East – 2:12
(Cash)
11. Matthew 24 (Is Knocking at the Door) – 1:57
(Cash y June Carter Cash)
12. The House Is Falling Down – 2:51
(Desconocido)
13. One of These Days I'm Gonna Sit Down and Talk to Paul – 3:20
(Cash)
14. What on Earth (Will You Do for Heaven's Sake) – 2:44
(Cash)
15. My Children Walk in the Truth – 2:50
(Cash)
16. No Earthly Good – 1:51
(Cash)
17. Sanctified – 2:33
(Cash)
18. Lord, Lord, Lord – 2:20
(Desconocido)
19. What Is Man – 2:24
(Cash)
20. Over the Next Hill (We'll Be Home) – 2:55
(Cash)
21. A Half a Mile a Day – 4:25
(Cash)
22. Farther Along – 2:57
(Tradicional)
23. Life's Railway to Heaven – 2:14
(M.E. Abbey y C.D. Tillman)
24. In the Sweet Bye and Bye – 2:50
(S.F. Bennett y J.P. Webster)

## Personal
- Johnny Cash - Vocalista, Guitarrista y Productor

### Personal Extra
- Vic Anesini – Masterización
- Charlie Bragg – Técnico
- John Carter Cash – Productor ejecutivo
- Gregg Geller – Recopilaccion y Productor
- John Jackson – Director de Proyecto
- Greil Marcus – Notas
- Jim Marshall – Fotografía y Portada del Álbum
- Randall Martin – Dirección de Arte y Diseño
- Rosa Menkes – Productor
- Lou Robin – Productor ejecutivo

## Entrevistas
- "Johnny Cash Treasure Chest on the Way" Entrevista dada a Country Music Television (en inglés).
- "Johnny Cash's Vault Opens" Archivado el 22 de abril de 2006 en Wayback Machine. Entrevista de la revista Rolling Stone(en inglés).
- "Johnny Cash Gets Personal" Reseña de la página Spin(en inglés).